# Р-149МА1
«Р-149МА1» — командно-штабна машина. 

## Опис
Р-149МА1 призначена для забезпечення управління та зв'язку посадовим особам тактичного рівня на стоянці та у русі. КШМ може використовуватися у складі передових рухомих пунктів управління оперативного рівня.
До складу КШМ входять:
- УКХ радіостанції: Р-168-100УЕ-2, Р-168-5УНЕ-2, Р-168-0,1У(М)1Е, "Прима-ДМВ"
- КВ радіостанції: Р-168-100КБЕ та "Прима-КВ"

## ТТХ
- Дальність зв'язку:

1. УКХ радіостанцій у русі до 25 км
2. на стоянці (на щоглу) до 55 км
3. КВ радіостанцій на щоглу на стоянці до 350 км
4. на антену АШ-4 на стоянці (у русі) до 50 км (20 км)
5. службовий зв'язок до 1,2 км

- Точність навігаційної прив'язки: 30 м
- Екіпаж: 6 чол.
- Транспортна база: БТР 80 з кузовом К1Ш1
- Вага: 15 000 кг
- Час розгортання для роботи в русі/стоянці: 10/30 хв
- Час безперервної роботи:

1. від мережі 380В ~50 Гц цілодобово
2. від дизельного агрегату цілодобово
3. від бортової мережі шасі (при роботі двигуна)
4. цілодобово від буферної акумуляторної батареї – не менше 10 хв

- Робоча температура у довкіллі:  °C –40…+50

## Бойові задачі
1. Утворення симплексних та дуплексних УКХ та КВ радіоканалів, а також каналів провідного зв'язку;
2. Прийом та передача даних;
3. Конференцзв'язок, виборчий та циркулярний зв'язок з усіх робочих місць, гучномовний зв'язок з робочого місця командира;
4. Використання електронних карт місцевості та нанесення на них оперативно-тактичної обстановки з можливістю її передачі по каналах зв'язку;
5. Вирішення інформаційних та спеціальних розрахункових завдань.

## Оператори
- Росія
- Україна 11 од. на 11.05.2022

## Бойове застосування
15 березня 2022 року таку машину було захоплену на околицях міста Миколаєва. Захоплення такої машини може свідчити про знищення штабу російського військового підрозділу рівня не нижче батальйону або полку.
10 вересня 2022 року Р-149МА1 захоплено в Харківській області.